# كريستين آرمسترونغ
كريستين ارمسترونغ (بالإنجليزية: Kristin Armstrong) مواليد 11 أغسطس 1973 في ممفيس، الولايات المتحدة، هي دراجة أمريكية في صنف سباق الدراجات على الطريق. شاركت في 3 دورات أولمبية صيفية 2008، 2012، 2016 وفازت بميدالية أولمبية ذهبية فيها كلها.

## سباقات أو مراحل فاز بها
- بطولة العالم لسباق الدراجات على الطريق

## الميداليات
| الميدالية | المسابقة                       |
| --------- | ------------------------------ |
| ذهبية     | الألعاب الأولمبية الصيفية 2008 |
| ذهبية     | الألعاب الأولمبية الصيفية 2012 |
| ذهبية     | الألعاب الأولمبية الصيفية 2016 |

## روابط خارجية
- كريستين آرمسترونغ على موقع الاتحاد الدولي للدراجات (الإنجليزية)
- كريستين آرمسترونغ على موقع أرشيف الدراجات (الإنجليزية)
- كريستين آرمسترونغ على موقع إحصائيات الدراجات الإحترافية (الإنجليزية)
- كريستين آرمسترونغ على موقع نسبة الدراجات (الإنجليزية)
- كريستين آرمسترونغ على موقع CycleBase (الإنجليزية)
- كريستين آرمسترونغ على موقع أوليمبيديا (الإنجليزية)
- كريستين آرمسترونغ على موقع اللجنة الأولمبية والبارالمبية الأمريكية (الإنجليزية)